# Brenda Cuming
Brenda Cuming, född 2 september 1958, är en kanadensisk bågskytt. Hon deltog vid olympiska sommarspelen 1988.